# Mapa geológico

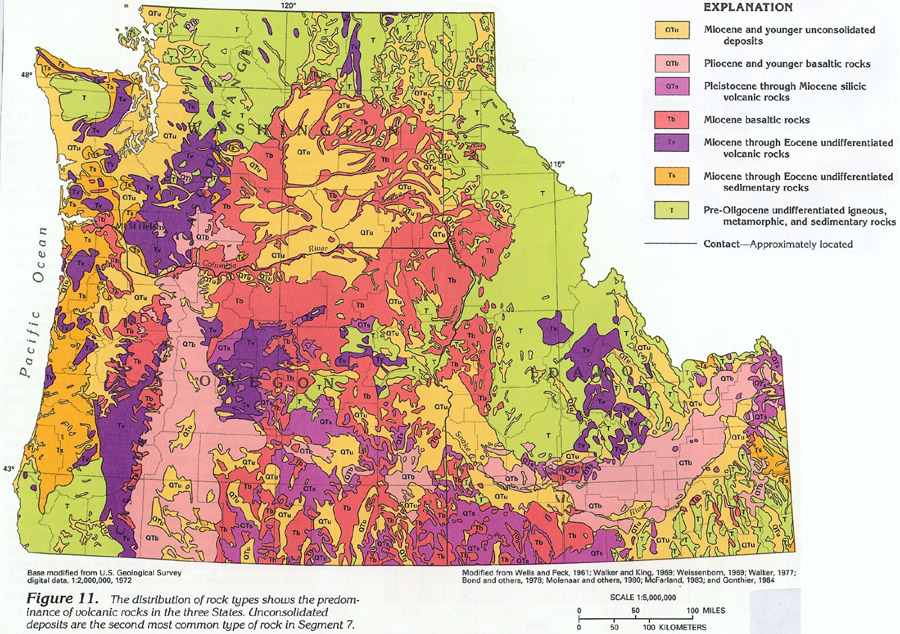
Mapa geológico parcial de Estados Unidos.

Un mapa geológico es la representación sobre un plano topográfico de los elementos geológicos que afloran en la superficie terrestre. Las diferentes rocas o formaciones geológicas y sus edades se representan mediante una trama de colores que las identifican. En el mapa geológico también se representan las deformaciones sufridas por las estructuras geológicas tales como fallas, pliegues o foliaciones. Estas estructuras, del ámbito de la tectónica, se representan en el mapa con diferentes símbolos que junto con la trama de colores son explicados en la leyenda. 
Originalmente desarrollados para aplicar el estudio de las ciencias geológicas en trabajos de campo, los mapas geológicos son hoy herramientas de trabajo que permiten el desarrollo de proyectos de exploración y producción de hidrocarburos como el petróleo y el gas, minerales y agua, entre otros. Uno de los primeros geólogos en crear un mapa geológico fue William Smith.

## Técnicas de mapeo

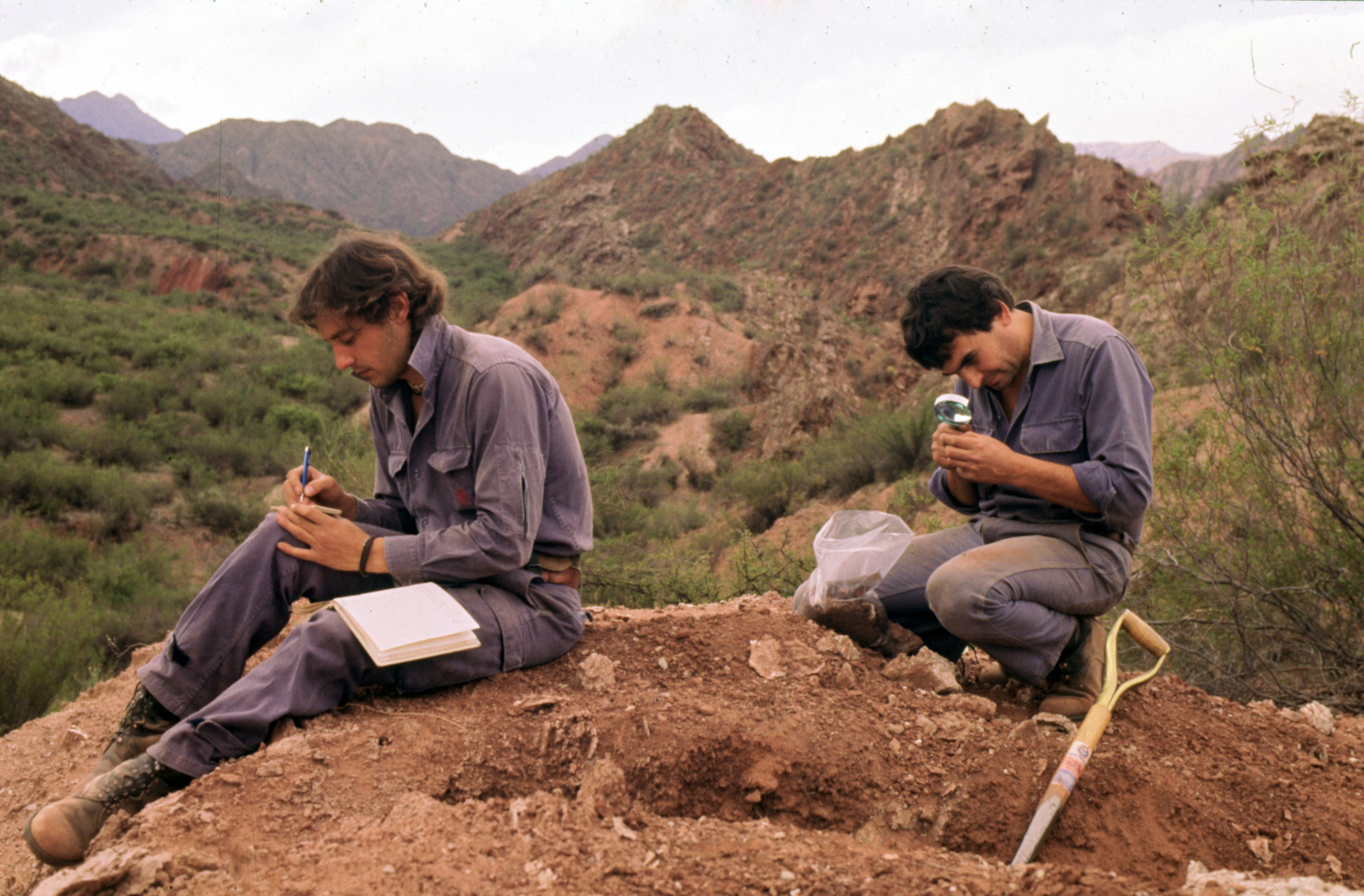
Geólogos tomando notas durante una jornada de campo en la comisión geológica N.º 3, YPF S.E.

Símbolos de representación de diferentes tipos de pliegues en los mapas geológicos.

### Mapa de campo y fotografía aérea
La fotografía vertical desde un helicóptero se utiliza a menudo para relevar un terreno que se quiere estudiar geológicamente. Estas fotografías se ensamblan luego y se contrastan con el mapa de la zona. Esta nueva información que se agrega sobre el mapa permite observar elevaciones del terreno, y cómo se relacionan entre sí (a qué distancia se encuentran las formaciones, etc).

## Historia

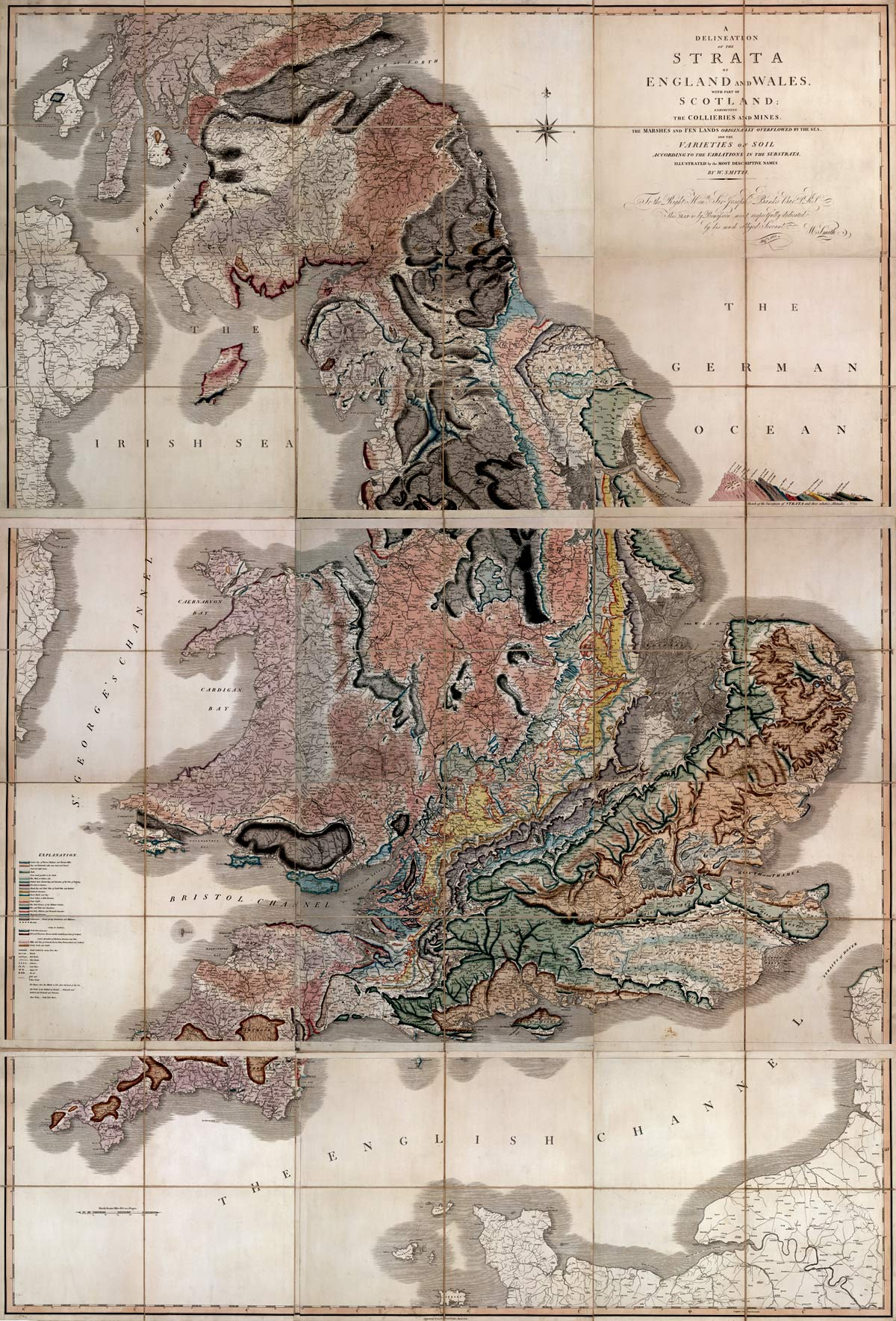
El famoso mapa geológico de Smith.

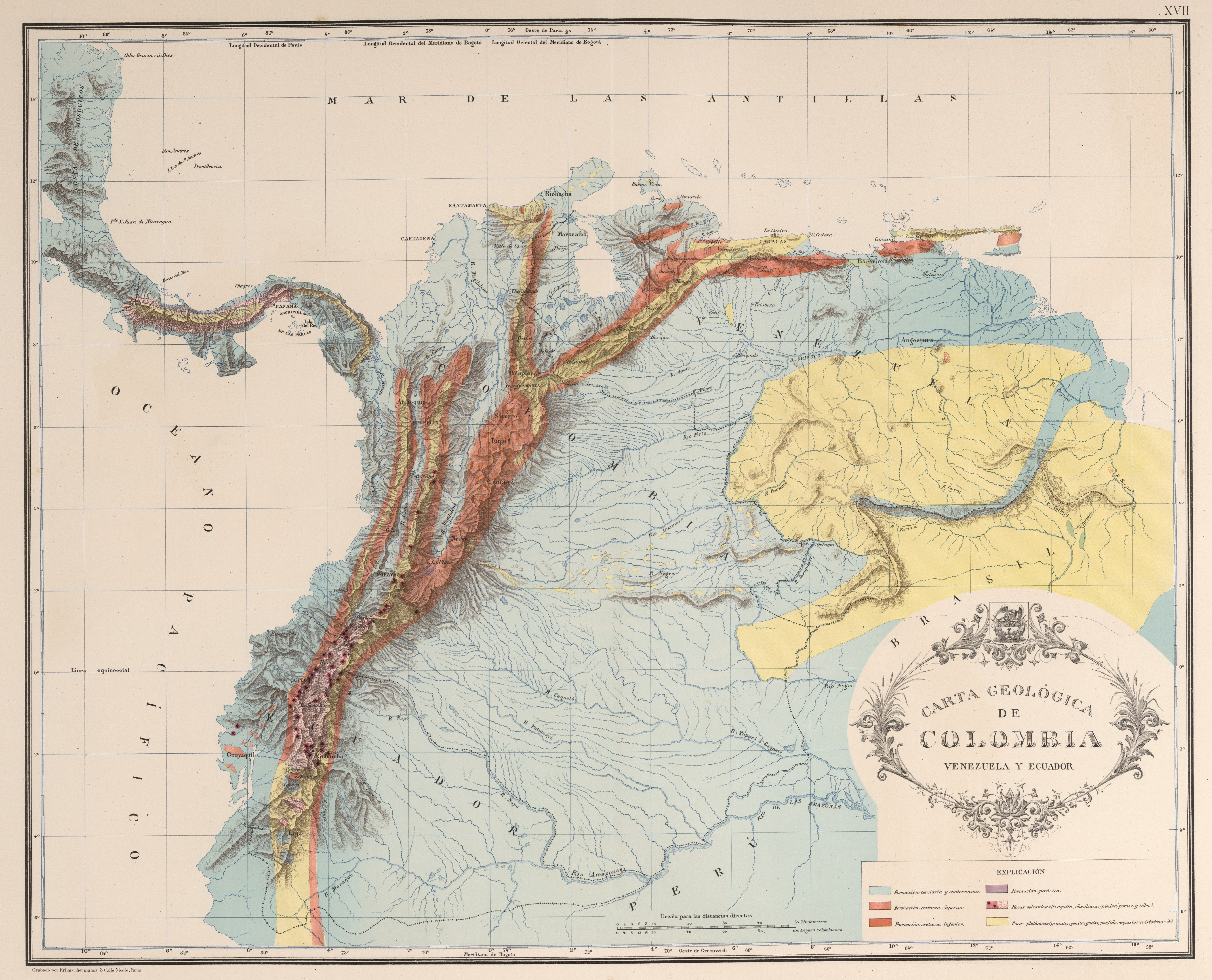
Mapa geológico de Colombia, Ecuador y Venezuela en 1890.